# Губка Боб Квадратні Штани (сезон 15)
П'ятнадцятий сезон мультсеріалу «Губка Боб Квадратні Штани» транслюється у США на телеканалі «Nickelodeon» з 24 липня 2024 року. Мультсеріал продовжено на 15 сезон 29 вересня 2023 року.
Спочатку повідомлялося, що сезон складатиметься з 26 епізодів. Однак, восени 2024 року стало відомо, що кількість серій скоротили до 20.

## Список серій
| № серії (загалом) | № серії (в сезоні) | Назва серії                                                   | Режисер(и)                          | Сценарист(и)     | Оригінальна дата показу | Код серії                           | Глядачів у США (млн) |
| --- | ------------------ | ------------------------------------------------------------- | ----------------------------------- | ---------------- | ----------------------- | ----------------------------------- | -------------------- |
| 307a | 1a                 | «Sammy Suckerfish» «Семмі-лизун»                              | Ендрю Овертум                       | Даг Лоуренс      | 24 липня 2024           | 325-1427                            | Буде оголошено       |
| Коли «Красті Краб» забруднюється, чарівна риба вчить Губку Боба, як підтримувати поверхню в привабливому, розколотому вигляді.                                                    |                    |                                                               |                                     |                  |                         |                                     |                      |
| 307b | 1b                 | «Big League Bob» «Боб-супершеф»                               | Мішель Браян                        | Каз Прапуоленіс  | 25 липня 2024           | 325-1428                            | Буде оголошено       |
| Губку Боба запрошують стати кухарем у вищу лігу, але спочатку він повинен довести свою цінність на тестовій кухні.                                                                |                    |                                                               |                                     |                  |                         |                                     |                      |
| 308a | 2a                 | «UpWard» «Успіх»                                              | TBA                                 | Ендрю Гудман     | 21 листопада 2024       | 325-1429                            | Буде оголошено       |
| Ставши його покровителькою, Леді Турн представляє Сквідварда і його музичні «таланти» своїм друзям з вищого суспільства.                                                          |                    |                                                               |                                     |                  |                         |                                     |                      |
| 308b | 2b                 | «Unidentified Flailing Octopus» «Невідомий летючий восьминіг» | Ендрю Овертум, Ерік і Мішель Браяни | Даг Лоуренс      | 21 листопада 2024       | 325-1431                            | Буде оголошено       |
| Сквідвард вирішує довести, що інопланетяни не існують… допоки сам не стикається з ним.                                                                                            |                    |                                                               |                                     |                  |                         |                                     |                      |
| 309a | 3a                 | «Bad Luck Bob» «Невдаха Боб»                                  | Мішель Браян                        | Люк Брукшир      | 22 листопада 2024       | 325-1430                            | Буде оголошено       |
| Губка Боб переживає смугу невдач, коли його щасливий затиск для краватки раптово зник.                                                                                            |                    |                                                               |                                     |                  |                         |                                     |                      |
| 309b | 3b                 | «The Sandman Cometh» «Комета Піщаника»                        | TBA                                 | Денні Джованніні | 25 листопада 2024       | 325-1432                            | Буде оголошено       |
| Коли Патрік не може заснути, він звертається за допомогою до Пісочної людини. |                    |                                                               |                                     |                  |                         |                                     |                      |
| 310a | 4a                 | «Biscuit Ballyhoo» «Печивний переполох»                       | Ендрю Овертум, Ерік і Мішель Браяни | Ендрю Гудман     | 26 листопада 2024       | 325-1433                            | Буде оголошено       |
| Сенді та наукові скаути продають печиво, щоб профінансувати подорож на Марс. Коли містер Крабс і його Красті-скаути беруть участь у дійстві, це перетворюється на повне змагання. |                    |                                                               |                                     |                  |                         |                                     |                      |
| 310b | 4b                 | «Student Driver Survivor» «Кермування на виживання»           | Мішель Браян                        | Каз Прапуоленіс  | 27 листопада 2024       | 325-1434                            | Буде оголошено       |
| Коли конкурент погрожує закрити автошколу місіс Пафф, вона змушена покластися на Губку Боба, щоб залишитися в бізнесі.                                                            |                    |                                                               |                                     |                  |                         |                                     |                      |
| 311a | 5a                 | «Wiener Takes All» «Переможець здобуває все»                  | TBA                                 | Денні Джованніні | 28 листопада 2024       | 325-1435                            | Буде оголошено       |
| Втомившись від бурхливої роботи у «Красті Крабс», Сквідвард влаштовується на нову роботу менеджера «Weenie Hut Jr's».                                                             |                    |                                                               |                                     |                  |                         |                                     |                      |
| 311b | 5b                 | «Stuck in an Elevator» «Пригода в ліфті»                      | Ерік Браян                          | Даг Лоуренс      | 29 листопада 2024       | 325-1436                            | Буде оголошено       |
| Коли Сквідвард потрапляє в пастку в ліфті разом із Губкою Бобом і Патріком, він намагається втекти вчасно, щоб повернути майже прострочену книжку з бібліотеки.                   |                    |                                                               |                                     |                  |                         |                                     |                      |
| 312a | 6a                 | «Squidness Protection» «Захист Сквідварда»                    | Мішель Браян                        | Люк Брукшир      | 3 грудня 2024           | 325-1437                            | Буде оголошено       |
| Дивовижне нове життя Сквідварда у програмі захисту свідків опинилося під загрозою після того, як Губка Боб і Патрік дізналися про його місцезнаходження.                          |                    |                                                               |                                     |                  |                         |                                     |                      |
| 312b | 6b                 | «Dome Alone» «Сама вдома»                                     | Ерік Браян                          | Ендрю Гудман     | 4 грудня 2024           | 325-1438                            | Буде оголошено       |
| Застрягши у своєму куполі, Сенді підозрює, що Планктон не задумав нічого доброго, і залучає Патріка для розслідування.                                                            |                    |                                                               |                                     |                  |                         |                                     |                      |
| 313a | 7a                 | «Wary Gary» «Піймати Ґері»                                    | Ерік Браян                          | Денні Джованніні | 5 грудня 2024           | 325-1439                            | Буде оголошено       |
| Губка Боб докладає всіх зусиль, щоб обманом змусити Ґері піти до ветеринара. |                    |                                                               |                                     |                  |                         |                                     |                      |
| 313b | 7b                 | «Pinned» «Причавлений»                                        | Мішель Браян                        | Майк Белл        | 6 грудня 2024           | 325-1440                            | Буде оголошено       |
| Губка Боб впадає у відчай, коли його випадково затиснуло під тренажером, і він змушений чекати на прибуття допомоги.                                                              |                    |                                                               |                                     |                  |                         |                                     |                      |
| 314a | 8a                 | «Jeffy T's Prankwell Emporium» «Ярмарок розіграшів Джеффа»    | Мішель Браян                        | Денні Джованніні | 28 лютого 2025          | 325-1441                            | Буде оголошено       |
| Батько-жартівник Сквідварда відвідує сина і приносить із собою всілякі ґеґи (до великого роздратування Сквідварда).                                                               |                    |                                                               |                                     |                  |                         |                                     |                      |
| 314b | 8b                 | «A Taste of Plankton» «Смак Планктона»                        | Ерік Браян                          | Люк Брукшир      | 28 лютого 2025          | 325-1442                            | Буде оголошено       |
| Планктон намагається відчути смак секретної формули, прикріпившись до язика Губки Боба.                                                                                           |                    |                                                               |                                     |                  |                         |                                     |                      |
| 315a | 9a                 | «Smartificial Intelligence» «Розумний штучний інтелект»       | Мішель Браян                        | Ендрю Гудман     | 7 березня 2025          | 325-1443                            | Буде оголошено       |
| Перч Перкінс бореться за свою роботу після того, як його звільняють і замінюють роботом-ведучим.                                                                                  |                    |                                                               |                                     |                  |                         |                                     |                      |
| 315b | 9b                 | «Firehouse Bob» «Пожежник Боб»                                | Мішель Браян                        | Каз Прапуоленіс  | 7 березня 2025          | 325-1444                            | Буде оголошено       |
| Губка Боб, Патрік і Сквідвард відчувають спеку, коли стають добровольцями-пожежниками.                                                                                            |                    |                                                               |                                     |                  |                         |                                     |                      |
| 316a | 10a                | «Pablum Plankton» «Дитяче пюре з Планктона»                   | Ерік Браян                          | Даг Лоуренс      | 14 березня 2025         | 325-1445                            | Буде оголошено       |
| Планктон перемагає в конкурсі «Наймиліший малюк» і стає обличчям бренду дитячого харчування.                                                                                      |                    |                                                               |                                     |                  |                         |                                     |                      |
| 316b | 10b                | «MuseBob ModelPants»                                          | Мішель Браян                        | Майк Белл        | 14 березня 2025         | 325-1446                            | Буде оголошено       |
| Коли Сквідвардів унікальний портрет Губки Боба захоплює світ мистецтва штурмом, у Сквідварда немає іншого вибору, окрім як створити більше картин.                                |                    |                                                               |                                     |                  |                         |                                     |                      |
| 317a | 11a                | «Delivery of DOOM!»                                           | Мішель Браян                        | Денні Джованніні | 22 березня 2025         | 325-1447                            | Буде оголошено       |
| Губка Боб кидає виклик «E.V.I.L.» здійснити доставку до їхнього секретного лігва за 10 хвилин або менше…                                                                          |                    |                                                               |                                     |                  |                         |                                     |                      |
| 317b | 11b                | «My Father, the Boat»                                         | Ерік Браян                          | Даг Лоуренс      | 22 березня 2025         | 325-1449                            | Буде оголошено       |
| Коли містер Крабс потрапляє в пастку всередині нового човна Перл, він повинен прикинутися його двигуном, щоб його не спіймали.                                                    |                    |                                                               |                                     |                  |                         |                                     |                      |
| 318a | 12a                | «Who's Afraid of Mr. Snippers?»                               | TBA                                 | TBA              | TBA                     | 325-1448                            | Буде оголошено       |
| Сквідвард і Планктон збираються разом, щоб створити власну сценічну виставу… і Губку Боба вибирають на роль лиходія.                                                              |                    |                                                               |                                     |                  |                         |                                     |                      |
| 318b | 12b                | «A Fish Called Sandy»                                         | TBA                                 | TBA              | TBA                     | 325-1450                            | Буде оголошено       |
| Сенді вирішує нарешті дати собі зябра, щоб по-справжньому відчути Бікіні Боттом, але вони мають дивний побічний ефект…                                                            |                    |                                                               |                                     |                  |                         |                                     |                      |
| 319a | 13a                | «Making Waves»                                                | TBA                                 | TBA              | TBA                     | 325-1452                            | Буде оголошено       |
| Містер Крабс і Планктон повинні навчитися ладити після того, як зазнали корабельної аварії й опинилися на острові.                                                                |                    |                                                               |                                     |                  |                         |                                     |                      |
| 319b | 13b                | «Captain Quasar: The Next Generation»                         | TBA                                 | TBA              | TBA                     | 325-1451                            | Буде оголошено       |
| Губка Боб і Сквідіна намагаються заснувати власний фан-клуб Капітана Квазара після того, як їх вигнали із клубу Бульбаса.                                                         |                    |                                                               |                                     |                  |                         |                                     |                      |
| 320a | 14a                | «Bizarro Bottom»                                              | TBA                                 | TBA              | TBA                     | 325-1501                            | Буде оголошено       |
| Губка Боб засинає в автобусі й потрапляє в дивне місто, повне двійників мешканців Бікіні Боттом.                                                                                  |                    |                                                               |                                     |                  |                         |                                     |                      |
| 320b | 14b                | «Squidward's Tough Break»                                     | TBA                                 | TBA              | TBA                     | 325-1502                            | Буде оголошено       |
| Після того, як Сквідвард втрачає пам'ять, він приймає новий образ жорсткого хлопця.                                                                                               |                    |                                                               |                                     |                  |                         |                                     |                      |
| 321a | 15a                | «Curse of the WereDoodle»                                     | TBA                                 | TBA              | TBA                     | 325-1503                            | Буде оголошено       |
| Каракуля-Боб кусає Губку Боба, перетворюючи його на «Верекаракулю» |                    |                                                               |                                     |                  |                         |                                     |                      |
| 321b | 15b                | «Gorilla Suit Day»                                            | TBA                                 | TBA              | TBA                     | 325-1504                            | Буде оголошено       |
| Губка Боб одягається до Дня костюма горили, і його приймають за справжню горилу.                                                                                                  |                    |                                                               |                                     |                  |                         |                                     |                      |
| 322a | 16a                | «Exchange Student Driver»                                     | TBA                                 | TBA              | TBA                     | 325-1505                            | Буде оголошено       |
| Місіс Пафф відправляє Губку Боба далеко в автошколу в Клопнод. |                    |                                                               |                                     |                  |                         |                                     |                      |
| 322b | 16b                | «The Kreepy Krab»                                             | TBA                                 | TBA              | TBA                     | 325-1506                            | Буде оголошено       |
| Слеппі переносить свою жахливу чутливість до «Красті Крабс», коли його наймають там слугою.                                                                                       |                    |                                                               |                                     |                  |                         |                                     |                      |
| 323—324 | 17—18              | «SpongeBob & Patrick's Timeline Twist-up»                     | TBA                                 | TBA              | TBA                     | 325-1507 325-1508 325-1509 325-1510 | Буде оголошено       |
| Коли кімната часу Патріка псується, історію Губки Боба переписують мандрівники в часі…                                                                                            |                    |                                                               |                                     |                  |                         |                                     |                      |
| 325a | 19a                | «Laundro-Madness»                                             | TBA                                 | TBA              | TBA                     | 325-1511                            | Буде оголошено       |
| Сквідвард проводить день у пральні разом зі своїми товаришами з Бікіні Боттом. |                    |                                                               |                                     |                  |                         |                                     |                      |
| 325b | 19b                | «Hog Huntin»                                                  | TBA                                 | TBA              | TBA                     | 325-1512                            | Буде оголошено       |
| Губка Боб і Патрік повинні відшукати цінного свинохробака Старого Дженкінса. |                    |                                                               |                                     |                  |                         |                                     |                      |
| 326a | 20a                | «SpongeBob TrashPants»                                        | TBA                                 | TBA              | TBA                     | 325-1513                            | Буде оголошено       |
| Губка Боб прибирає Бікіні Боттом. |                    |                                                               |                                     |                  |                         |                                     |                      |
| 326b | 20b                | «Krusty Kafeteria»                                            | TBA                                 | TBA              | TBA                     | 325-1514                            | Буде оголошено       |
| Команда Красті бере на себе чергування в їдальні в школі Перл. |                    |                                                               |                                     |                  |                         |                                     |                      |
| 327a | 21a                | «The Haunted Bucket»                                          | TBA                                 | TBA              | TBA                     | Буде оголошено                      | Буде оголошено       |
| Губка Боб і Патрік влаштовують жваву ніч на Хелловін у «Помийному відрі». |                    |                                                               |                                     |                  |                         |                                     |                      |
| 327b | 21b                | «Go Fetch»                                                    | TBA                                 | TBA              | TBA                     | Буде оголошено                      | Буде оголошено       |
| Улюблений м'яч Ґері падає в заповнену монстрами траншею. |                    |                                                               |                                     |                  |                         |                                     |                      |
| 328a | 22a                | «Heart of Garbage»                                            | TBA                                 | TBA              | TBA                     | Буде оголошено                      | Буде оголошено       |
| Губка Боб і Патрік повинні відшукати Сквідварда після того, як його дім перетворився на величезні сміттєві джунглі.                                                               |                    |                                                               |                                     |                  |                         |                                     |                      |
| 328b | 22b                | «Near-Mint Plankton»                                          | TBA                                 | TBA              | TBA                     | Буде оголошено                      | Буде оголошено       |
| У своїй останній секретній схемі формули Планктон маскується під колекційну статуетку та опиняється в пастці в підвалі Бульбаса.                                                  |                    |                                                               |                                     |                  |                         |                                     |                      |
| 329a | 23a                | «Pardon My Wand»                                              | TBA                                 | TBA              | TBA                     | Буде оголошено                      | Буде оголошено       |
| Губка Боб отримує чарівну паличку і випадково спричиняє магічний хаос, куди б він не пішов.                                                                                       |                    |                                                               |                                     |                  |                         |                                     |                      |
| 329b | 23b                | «Stupor-stition»                                              | TBA                                 | TBA              | TBA                     | Буде оголошено                      | Буде оголошено       |
| У п'ятницю, 13-те, надзвичайні забобони містера Крабса стають перешкодою для всіх навколо.                                                                                        |                    |                                                               |                                     |                  |                         |                                     |                      |
| 330 | 24                 | «Pigskin Pearl»                                               | TBA                                 | TBA              | TBA                     | Буде оголошено                      | Буде оголошено       |
| Перл стає зірковою гравчинею після того, як приєднається до шкільної футбольної команди.                                                                                          |                    |                                                               |                                     |                  |                         |                                     |                      |
| 331a | 25a                | «The Green Tentacle»                                          | TBA                                 | TBA              | TBA                     | Буде оголошено                      | Буде оголошено       |
| Сенді звертається за допомогою до Сквідварда, щоб вилікувати своє хворе дерево, але його альтернативні методи садівництва завдають їй головного болю.                             |                    |                                                               |                                     |                  |                         |                                     |                      |
| 331b | 25b                | «Happy Krabby Birthday»                                       | TBA                                 | TBA              | TBA                     | Буде оголошено                      | Буде оголошено       |
| Губка Боб та Сквідвард шукають ідеальний подарунок на день народження для містера Крабса.                                                                                         |                    |                                                               |                                     |                  |                         |                                     |                      |
| 332a | 25a                | «Karate Pals»                                                 | TBA                                 | TBA              | TBA                     | Буде оголошено                      | Буде оголошено       |
| Подруги стають непереможними після того, як Сенді навчає їх карате. Невдовзі все місто бере участь у подіях.                                                                      |                    |                                                               |                                     |                  |                         |                                     |                      |
| 332b | 25b                | «Karen's Klatch»                                              | TBA                                 | TBA              | TBA                     | Буде оголошено                      | Буде оголошено       |
| Планктон проникає на вечірку, влаштовану Карен для своїх друзів-комп'ютерів, але Карен швидко розкриває його хитрість.                                                            |                    |                                                               |                                     |                  |                         |                                     |                      |

## Показ в Україні
В Україні прем'єрний показ сезону здійснює телеканал «Nickelodeon Ukraine» з 20 листопада 2024 року.
| №   | Назва серії                         | Показ в Україні   |
| --- | ----------------------------------- | ----------------- |
| 307 | Sammy Suckerfish                    | 20 листопада 2024 |
| 307 | Big League Bob                      | 21 листопада 2024 |
| 308 | UpWard                              | 25 листопада 2024 |
| 308 | Unidentified Flailing Octopus       | 26 листопада 2024 |
| 309 | Bad Luck Bob                        | 27 листопада 2024 |
| 309 | The Sandman Cometh                  | 28 листопада 2024 |
| 310 | Biscuit Ballyhoo                    | 27 січня 2025     |
| 310 | Student Driver Survivor             | 28 січня 2025     |
| 311 | Wiener Takes All                    | 29 січня 2025     |
| 311 | Stuck in an Elevator                | 30 січня 2025     |
| 312 | Squidness Protection                | 3 лютого 2025     |
| 312 | Dome Alone                          | 4 лютого 2025     |
| 313 | Wary Gary                           | 2 лютого 2025     |
| 313 | Pinned                              | 2 лютого 2025     |
| 314 | Jeffy T's Prankwell Emporium        | 12 травня 2025    |
| 314 | A Taste of Plankton                 | 13 травня 2025    |
| 315 | Smartificial Intelligence           | 14 травня 2025    |
| 315 | Firehouse Bob                       | 11 травня 2025    |
| 316 | Pablum Plankton                     | 11 травня 2025    |
| 316 | MuseBob ModelPants                  |                   |
| 317 | Delivery of DOOM!                   |                   |
| 317 | My Father, the Boat                 |                   |
| 318 | Who's Afraid of Mr. Snippers?       |                   |
| 318 | A Fish Called Sandy                 |                   |
| 319 | Making Waves                        |                   |
| 319 | Captain Quasar: The Next Generation |                   |